# Кароль Юзеф Немирич
Кароль Юзеф Немирич (д/н — 1755) — політичний діяч часів Речі Посполитої.

## Життєпис
Походив зі спольщеного українського роду Немиричів гербу Клямри, з Черняхівської гілки. Старший син Владислава Немирича, поланецького каштеляна. Дата народження невідома. 1719 році оженився на представниці роду Єловицьких, отримавши чималий посаг. У 1720-х роках отримав посаду хорунжого візнського.
У 1733—1735 роках брав участь у Війні за польську спадщину на боці Станіслава Лещинського. Зрештою разом з дружиною був схоплений полковником Самуелем Лубковський, вимушений був сплатити великий штраф та тиждень просидіти під арештом. За цим виборював в Коронному Трибуналі у Любліні компенсацію за пограбовані маєтки. Зрештою помігся успіху. Після цього відійшов від політичної діяльності.
1744 року разом з дружиною зробив фундуш в 30 тис. злотих для Львівського кафедрального собору. У 1745 році після смерті Олександра Трембинського (онука по матері Теодора Немирича) успадкував Приборську волость. Втім в подальшому поділив її разом зі своїми братами. 1748 року купив село Горозьке в Житомирському повіті. 1749 року отримав в заставу село Дережня в Степанському ключі Острозької ординації.
До 1750 року в Черняхові створив велику бібліотеку. У 1753 році звів і облаштував церкву в Деражні на Волині. Помер 1755 році у Рівному.

## Родина
Дружина, Антоніна, донька Юзеф Єловицького, ловчого волинського
діти:
- Фридерік (д/н—1758), чернець
- Бонавентура (1720—бл. 1760), новоселецький староста, овруцький підкоморій. Його сином був Генріх, останній представник старшої лінії Черняхівської гілки